# 단위전략 기반 디자인
단위전략 기반 디자인(Policy-based design) 혹은 단위전략 기반 클래스 디자인(policy-based class design), 단위전략 기반 프로그래밍(policy-based programming) 은 단위전략이라고 불리는 C++의 이디엄에서 비롯된 컴퓨터 프로그래밍 패러다임이다. 이는 전략 패턴을 컴파일 타임에 적용하는 것이며, C++의 템플릿 메타프로그래밍과 연관이 있다. 단위전략 기반 디자인은 Andrei Alexandrescu의 저서인 Modern C++ Design을 통해서 대중에 알려졌다.
단위전략 기반 디자인은 이론적으로 다른 프로그래밍 언어에도 적용할 수 있으나 언어의 기능에 의존적이기 때문에 C++을 중심으로 논의가 전개되고 있다. C++의 경우에도 템플릿을 지원하는 컴파일러가 필요하다.

## 간단한 예
아래의 예는 C++의 Hello world 프로그램을 출력되는 언어와 출력되는 스트림을 선택할 수 있도록 단위전략 기반 디자인을 이용하여 수정한 것이다.
```
#include
 
<iostream>

#include
 
<string>

template
 
<
typename
 
OutputPolicy
,
 
typename
 
LanguagePolicy
>

class
 
HelloWorld
 
:
 
private
 
OutputPolicy
,
 
private
 
LanguagePolicy

{

    
using
 
OutputPolicy
::
print
;

    
using
 
LanguagePolicy
::
message
;

public
:

    
// Behaviour method

    
void
 
run
()
 
const

    
{

        
// Two policy methods

        
print
(
message
());

    
}

};

class
 
OutputPolicyWriteToCout

{

protected
:

    
template
<
typename
 
MessageType
>

    
void
 
print
(
MessageType
 
const
 
&
message
)
 
const

    
{

        
std
::
cout
 
<<
 
message
 
<<
 
std
::
endl
;

    
}

};

class
 
LanguagePolicyEnglish

{

protected
:

    
std
::
string
 
message
()
 
const

    
{

        
return
 
"Hello, World!"
;

    
}

};

class
 
LanguagePolicyGerman

{

protected
:

    
std
::
string
 
message
()
 
const

    
{

        
return
 
"Hallo Welt!"
;

    
}

};

int
 
main
()

{

    
/* 예 1 */

    
typedef
 
HelloWorld
<
OutputPolicyWriteToCout
,
 
LanguagePolicyEnglish
>
 
HelloWorldEnglish
;

    
HelloWorldEnglish
 
hello_world
;

    
hello_world
.
run
();
 
// prints "Hello, World!"

    
/* 예 2

     *위와 같지만, 다른 언어를 출력하도록 하였다  */

    
typedef
 
HelloWorld
<
OutputPolicyWriteToCout
,
 
LanguagePolicyGerman
>
 
HelloWorldGerman
;

    
HelloWorldGerman
 
hello_world2
;

    
hello_world2
.
run
();
 
// prints "Hallo Welt!"

}

```

멤버 함수로 print를 가지는 또 다른 OutputPolicy에 대한 클래스를 작성하는 것으로 새로운 OutputPolicy를 정의할 수 있다.